# Angiotensine II-receptorantagonisten
Angiotensine II-receptorantagonisten, afgekort AIIRA's, zijn geneesmiddelen die worden voorgeschreven bij hartfalen, bij een ejectiefractie kleiner dan 40 %, bij hoge bloeddruk, onder andere als gevolg van nieraandoeningen en bij migraine. Ze blokkeren de werking van angiotensine II en vormen een alternatief voor ACE-remmers indien een patiënt deze niet verdraagt vanwege de bijwerking van kriebelhoest. Andere namen van AIIRA's zijn angiotensine-receptorblokkers (ARB's), sartanen en AT1-receptorantagonisten. De laatste naam verwijst naar angiotensine-II-receptortype 1, AT1, de voornaamste doelreceptor van AIIRA's. Angiotensine is een stof met een krachtige vaatvernauwende werking die door de bloeddrukregulatie in de nieren wordt gevormd. Een AIIRA zorgt ervoor dat angiotensine niet via de receptor zijn werking kan uitoefenen. Het gevolg is dat de druk in de bloedvaten vermindert en een verbetering van de werking van het hart optreedt, doordat het hart tegen een lagere weerstand in hoeft te pompen.
Bijwerkingen die zich kunnen voordoen zijn lage bloeddruk en duizeligheid, huiduitslag en jeuk, nierfunctiestoornissen. Kriebelhoest komt ook voor, maar minder dan bij ACE-remmers.
Voorbeelden van deze medicijnen:
- azilsartan
- candesartan
- eprosartan
- irbesartan
- losartan
- olmesartan
- telmisartan
- valsartan